# 何塞曼努埃爾基羅斯區
7°19′42″S 78°01′58″W / 7.3284°S 78.0328°W
何塞曼努埃爾基羅斯區（西班牙語：Distrito de José Manuel Quiroz），是秘魯的一個區，位於該國北部卡哈馬卡大區的聖馬科斯省，始建於1982年12月11日，面積115.4平方公里，海拔高度2,750米，2005年人口4,116，人口密度每平方公里36人。